# Маленький принц (скульптура)
Маленький принц— миниатюрная скульптура, установленная в Кишинёве 10 августа 2018 года в парке Валя Морилор на Комсомольском озере (современное название водоёма совпадает с названием парка) . Она расположена на металлической ограде на набережной, на 23-й декоративной сфере.

## История создания
Автором скульптуры является Игорь Удушливый, молдавский иллюстратор и дизайнер, известный своими миниатюрными скульптурами, которые часто становятся значимыми достопримечательностями. Среди его работ —  «Мальчик, смотрящий на Луну» в Стокгольме, «Мудрая мышь» в Хельсинки, Чижик-Пыжик.

Получилось совершенно спонтанно. Я гулял у озера и заметил, что эти шарики на ограде, как маленькие планеты. Тут же возникла ассоциация — кто может жить на маленькой планете? Маленький принц»

Изначально на месте скульптуры был установлен шар-навершие. После его утраты была разработана новая композиция — "Астероид B-612" с изображением Маленького принца, который символизирует его обитателя. 
Маленький принц — первая скульптурная работа Игоря Удушливого.
Процесс создания скульптуры включал несколько этапов: сначала была вылеплена модель из пластилина, затем создана гипсовая форма, из которой была изготовлена восковая модель, и, наконец, по восковой модели была отлита бронзовая статуя с проработанными деталями.
Игорь Удушливый сам финансировал установку скульптуры.

## Традиции и народное восприятие
Осенью 2018 года, по просьбе создателя, Маленькому принцу были связаны шапка и шарф. В дальнейшем, в праздничные дни, в Кишинёве стало традицией одевать статую для поздравлений жителей города.
Скульптура стала объектом народных поверий. Существует мнение, что прикосновение к бронзовой планете Маленького принца приносит удачу, а также считается хорошей приметой сфотографироваться рядом с ней.

## Другие работы автора
Игорь Удушливый продолжает создавать работы, посвящённые уличному искусству. В ближайших планах — установка новой скульптуры на пересечении улиц Вероники Микле и Михая Эминеску, изображающей два соприкасающихся ладоней.